# Одинадцята година (Доктор Хто)
«Одинадцята година» (англ. The Eleventh Hour) — перший епізод п'ятого сезону поновленого британського науково-фантастичного телесеріалу «Доктор Хто». Уперше транслювався на телеканалі BBC One та BBC HD 3 квітня 2010 року. В епізоді, написаному новим головним сценаристом та виконавчим продюсером Стівеном Моффатом та режисером Адам Сміт, відбулась повна зміну акторського та виробничого складу, порівняно з попередніми сезонами.
В епізоді Одинадцятий Доктор (грає Метт Сміт) розбиває свою машину часу TARDIS та потрапляє у маленьке англійське село Ліодварт, де він зустрічається з шотландською дівчинкою на ім'я Амелія Понд (грає Кейтлін Блеквуд). Доктор змушений піти, але обіцяє Амелії, що повернеться через п'ять хвилин. Він помилково прибуває із запізненням у дванадцять років та стикається з дорослою Амелією, тепер відомою як Емі (грає Карен Гіллан), яка не довіряє йому. Він намагається завоювати її довіру, щоб допомогти повернути інопланетянина з іменем В'язень Нуль, що постійно змінює свою форму, до свого світу. Його маскування протягом усього епізоду грають Метт Сміт, Кейтлін Блеквуд, Марчелло Магні, Олівія Колман, Іден Монтеат і Мерін Монтеат.
В епізоді Метт Сміт уперше грає головну роль Доктора, а Карен Гіллан — роль головного супутника. Також в епізоді з'являється Артур Дервіл у ролі хлопця Емі Рорі Вільямса. В епізоді починається головна сюжетна арка епізоду зі згадок про тріщини у Всесвіті. Епізод «Одинадцята година» був переглянутий 10,08 мільйонами глядачів у Великій Британії — він став прем'єрою сезону в телесеріалі з найвищим рейтингом з моменту епізоду «Роуз». Він також привернув популярність на онлайн BBC iPlayer та на BBC America у Сполучених Штатах. Епізод отримав позитивні відгуки критиків, які вітали участь Метта Сміта та Гіллан у серіалі.

### Новелізація
- The Eleventh Hour в Internet Speculative Fiction Database (англ.)